# Świdniczanka Świdnik
Świdniczanka Świdnik – polski klub piłkarski z siedzibą w Świdniku. Klub powstał w 1960 roku w Świdniku Dużym.

## Historia[1]
Klub powstał 24 lutego 1960 z inicjatywy lokalnych działaczy. Pierwszy sukces w postaci awansu do klasy A, przyniósł sezon 1969/1970. W swoim debiucie w tej klasie rozgrywkowej, piłkarze Świdniczanki zremisowali 0:0 z Nadbużanką.
W 1970 roku Świdniczanka przeniosła się do Świdnika. Dwa lata później, dzięki poparciu Stanisława Kucharuka, ówczesnego naczelnika miasta, w porozumieniu ze spółdzielnią mieszkaniową przekazano klubowi teren pomiędzy ul. Kopernika a ul. Turystyczną, na którym powstało boisko.
W sezonie 1984/1985 zespół pod wodzą Janusza Bęca wywalczył promocje do klasy okręgowej. W 1990 Świdniczanka dotarła do finału pucharu Polski na szczeblu województwa. 20 czerwca na stadionie Avii, po bardzo dobrej grze minimalnie uległa trzecioligowej wówczas Lubliniance 1:2. Bramkę dla zespołu ze Świdnika strzelił Sławomir Biszkont. Po reorganizacji rozgrywek Świdniczanka od sezonu 1991/92 grała w klasie okręgowej. Na tym szczeblu "Świdnia" występowała do 2003 roku, po czym została zdegradowana do klasy A.
W 2023 roku drużyna awansowała do III ligi.

## Historyczne nazwy klubu[3]
| Lp. | Okres obowiązywania | Okres obowiązywania | Nazwa                                                        |
| --- | ------------------- | ------------------- | ------------------------------------------------------------ |
| 1.  | 1960                | 1981                | Ludowy Zespół Sportowy Świdniczanka Świdnik Duży             |
| 2.  | 1981                | 2007                | Ludowy Klub Sportowy Świdniczanka Świdnik                    |
| 3.  | 2007                | 2021                | Gminno Ludowe Towarzystwo Sportowe Świdniczanka Świdnik Mały |
| 4.  | 2021                | –                   | Klub Sportowy Świdniczanka Sp. z o.o.                        |

## Sztab szkoleniowy
Stan na 25 lipca 2025
- Trener – Łukasz Jankowski
- Asystent trenera – Konrad Adamiec
- Fizjoterapeuta – brak